# Nocardia concava
Espèce
Nocardia concava est une espèce de bactéries de la famille des Nocardiaceae.

## Taxonomie
Le nom correct complet (avec auteur) de ce taxon est Nocardia concava Kageyama et al. 2005.

### Étymologie
L'étymologie du nom spécifique de N. concava est la suivante : con.ca’va. L. fem. adj. concava, creux, concave, fait référence à la morphologie des colonies sur les plaques de gélose.